# Barrio de Xonaca
Barrio de Xonaca es uno de los siete barrios originarios de la ciudad de Puebla, fundado en el siglo XVI.

## Toponimia
Xonaca es un apócope proviene del topónimo náhuatl Xonacatepec que en español significa "en el cerro de las cebollas" y debe su nombre a la cercanía con el cerro del mismo nombre.

## Historia
El barrio fue fundado en el siglo XVI por indígenas de Tlaxcala y pobladores de la naciente Puebla de los Ángeles. Fue fundada como uno de los arrabales de la ciudad, es decir, uno de los de la periferia de los siete barrios originarios de Puebla junto al barrio de Xanenetla.
A finales del siglo XX los barrios habían perdido sus funciones de delimitación territorial y se ubicaban más como puntos referenciales. Hacia 1987 los barrios originarios incluido Xonaca fueron reconocidos nuevamente como parte del Centro Histórico de la Ciudad de Puebla. En 2017 un grupo ciudadano convirtió el edificio de la Casa del obispo en el Centro de Bienestar, un sitio en donde se imparten talleres culturales.

## Patrimonio cultural
El barrio de Xonaca realiza el carnaval más antiguo de la ciudad de Puebla. Dicha celebración tiene como uno de sus elementos los huehues, la expresión del patrimonio intangible más reconocida de dicha celebración. Huehue es una corrupción del náhuatl huehuetl, o sea, anciano. En el barrio de Xonaca los huehues son conformados por cuadrillas, de entre las que se encuentran algunas que se remontan a inicios del siglo XX como Cuadrilla Independiente de la 26 Oriente Xonaca La Original, La elegancia de Analco, Experiencia y juventud, Cuadrilla La 28 y Cuadrillas La 30, agrupaciones populares que son integradas por hasta 150 personas del barrio.
Los huehues poseen un atuendo particular basado por una colorida capa bordada y una máscara o careta hecha de madera de colorín.

## Teatro Xonaca
El barrio de Xonaca tiene un nuevo espacio cultural dedicado al teatro ubicado en la 22 Oriente 2005. Coordinado por la compañía Sincronía teatral, este lugar se abre para acercar la disciplina a un sector de la población que, pese a estar a unos minutos del Centro Histórico de la ciudad, no cuenta ni accede a servicios culturales de este tipo.
Se trata del Foro Teatral Xonaca que funciona desde el 23 de junio pasado, tras un año de gestión de esta agrupación. Dicho espacio, que está dentro del llamado Centro de bienestar social, fue limpiado, pintado y habilitado de manera independiente por dicha compañía para descentralizar la disciplina.